# Lợn Mora Romagnola
Lợn Mora Romagnola là giống lợn có nguồn gốc từ Emilia-Romagna, ở miền bắc nước Ý. Giống lợn này cũng có thể được gọi là Lợn Mora, Lợn Bruna Romagnola, Lợn Castagnina hoặc Lợn Forlivese. Nó được nuôi dưỡng chủ yếu ở Emilia – Romagna, nhưng cũng được nuôi ở Campania, Friuli – Venezia Giulia, Lombardy, Marche, Piemonte và Veneto. Giống lợn này là một trong sáu giống lợn tự chế được công nhận bởiMinistero delle Politiche Agricole Alimentari e Forestali, Bộ Nông nghiệp và Lâm nghiệp Italia.

## Lịch sử
Vào đầu thế kỷ XX, có một số giống lợn phụ của khu vực Romagnolo, bao gồm cả Lợn Forlì từ khu vực Forlì, Lợn Faentina từ khu vực Faenza và Lợn Rimini hoặc Lợn Mora Rimini từ khu vực Rimini. Từ đầu thế kỷ, tất cả các giống lợn này này bắt đầu được lai với lợn Yorkshire Anh, lần đầu tiên được nhập khẩu vào khu vực này vào năm 1886. Cây lai thế hệ thứ nhất đã giữ lại một số yếu tố về chất lượng thịt của các giống địa phương, nhưng có thời giant trưởng thành nhanh hơn nhiều; vì có mày như màu khói, những giống lợn lai này được gọi là Lợn Fumati. Đến năm 1927, người ta đã nhận ra rằng việc lai tạo bừa bãi vượt quá thế hệ thứ nhất sẽ dẫn đến sự biến mất của nguồn gốc địa phương, và vào năm 1941, việc chọn lọc sinh sản của lợn Romagnolo bắt đầu; năm 1942, giống lợn này được đặt tên là Lợn Mora Romagnola, là một giống lợn có màu nâu đen.